# 坪田仁兵衛
坪田 仁兵衛（仁兵衞、つぼた にへえ、1838年11月22日（天保9年10月1日）- 1896年（明治29年）7月10日）は、明治期の農業経営者、政治家。衆議院議員（1期）。幼名・慎之丞。

## 経歴
越前国坂井郡大牧村（福井県坂井郡大石村、春江町を経て現坂井市春江町大牧）で、大地主、大庄屋・先代坪田仁兵衛の二男として生まれた。農業を営み、坂井郡会議員、石川県会議員、福井県会議員、同常置委員となる。
1894年の第4回衆議院議員総選挙において福井県第2区から自由党所属で当選。衆議院議員を1期務め、在職中の1896年に死去。